# Onciale 0228
- Papyrus
- Onciale
- Minuscules
- Lectionnaire

Le Codex 0228 (dans la numérotation Gregory-Aland), est un manuscrit du Nouveau Testament sur parchemin écrit en écriture grecque onciale.

## Description
Le codex se compose d'une folio. Il est écrit en une colonne, de 27 lignes par colonne. Les dimensions du manuscrit sont 15 x 12 cm,. Les paléographes datent ce manuscrit du IVe siècle.
C'est un manuscrit contenant le texte incomplet de l'Épître aux Hébreux (12,19-21,23-25).
Le texte du codex représenté type mixte. Kurt Aland le classe en Catégorie III. 
Lieu de conservation
Il est conservé au Bibliothèque nationale autrichienne (Pap. G. 19888) à Vienne,.